# Port lotniczy Malakal
Port lotniczy Malakal (IATA: MAK, ICAO: HSSM) – port lotniczy położony w Malakalu, w Sudanie Południowym, w stanie Nil Górny. Jest drugim co do wielkości lotniskiem w kraju.

## Linie lotnicze i połączenia
| Linia Lotnicza        | Kierunek |
| --------------------- | -------- |
| Golden Wings Aviation | 1. Dżuba |